# الو، دانمارک
الو (به دانمارکی: Elev) یک منطقهٔ مسکونی در دانمارک است که در شهرداری آرهوس واقع شده‌است. الو ۱٫۱۸۸ نفر جمعیت دارد.